# Рівер-Ридж (Флорида)
Рівер-Ридж (англ. River Ridge) — переписна місцевість (CDP) в США, в окрузі Паско штату Флорида. Населення — 5107 осіб (2020).

## Географія
Рівер-Ридж розташований за координатами 28°16′2″ пн. ш. 82°37′29″ зх. д. / 28.26722° пн. ш. 82.62472° зх. д. (28.267259, -82.624775).  За даними Бюро перепису населення США в 2010 році переписна місцевість мала площу 11,44 км², уся площа — суходіл.

## Демографія
Згідно з переписом 2010 року, у переписній місцевості мешкали 4702 особи в 1879 домогосподарствах у складі 1426 родин. Густота населення становила 411 осіб/км².  Було 2095 помешкань (183/км²).
Расовий склад населення:
| - 93,6 % — білих - 1,7 % — азіатів - 1,3 % — чорних або афроамериканців - 0,3 % — корінних американців - 1,0 % — осіб інших рас |

До двох чи більше рас належало 2,1 %. Частка іспаномовних становила 7,2 % від усіх жителів.
За віковим діапазоном населення розподілялося таким чином: 21,8 % — особи молодші 18 років, 60,1 % — особи у віці 18—64 років, 18,1 % — особи у віці 65 років та старші. Медіана віку мешканця становила 44,6 року. На 100 осіб жіночої статі у переписній місцевості припадало 90,5 чоловіків;  на 100 жінок у віці від 18 років та старших — 88,5 чоловіків також старших 18 років.
Середній дохід на одне домашнє господарство  становив 63 869 доларів США (медіана — 60 083), а середній дохід на одну сім'ю — 66 642 долари (медіана — 67 315). Медіана доходів становила 56 893 долари для чоловіків та 39 071 долар для жінок. За межею бідності перебувало 3,9 % осіб, у тому числі 2,0 % дітей у віці до 18 років та 5,7 % осіб у віці 65 років та старших.
Цивільне працевлаштоване населення становило 1924 особи. Основні галузі зайнятості: освіта, охорона здоров'я та соціальна допомога — 34,8 %, науковці, спеціалісти, менеджери — 13,0 %, публічна адміністрація — 11,3 %.